# Lucia Sauca
Lucia Sauca (Toader după căsătorie; n. 30 septembrie 1960, Coroiești, România – d. decembrie 2013) a fost o canotoare română, laureată cu argint la Los Angeles 1984.
A participat la patru Campionate Mondiale și la o ediție a Jocurile Olimpice, la care a obținut patru medalii dintre care două de aur.